# František Kaštánek
František Kaštánek (* 1935 Praha) je český vysokoškolský pedagog a výzkumný pracovník. Je profesorem bioinženýrství na Vysoké škole chemicko-technologické v Praze. Jeho vědeckým zaměřením je především základní a aplikovaný výzkum v oblasti environmentálního a chemického inženýrství a biotechnologií. V letech 1990 až 1995 byl ředitelem Ústavu chemických procesů AV ČR, kde v současnosti působí jako vedoucí vědecký pracovník v Oddělení katalýzy a reakčního inženýrství. V letech 1994–1995 se podílel na založení Technologického centra AV ČR, a byl i jeho ředitelem.

## Život a vědecká kariéra
V roce 1964 získal titul kandidáta technických věd, v roce 1985 titul doktora technických věd. V roce 1989 se habilitoval na docenta v oboru bioinženýrství a od roku 1990 je v tomto oboru profesorem. Přednášel také na řadě zahraničních univerzit (např. Universidad de La Habana, Cuba, Universidad de Sur, Bahía Blanca, Argentina, Indian Institute de Technology, Heyderabad, Indie).
V současnosti se zúčastňuje jako expert řady projektů v ČR i EU. Je členem komisí pro Státní závěrečné zkoušky na ústavech VŠCHT, členem Vědeckých rad Centra kompetence Bioraf a Národního centra kompetence Biocirtek při TAČR, členem Oborové rady Biotechnologie VŠCHT Praha a řady celostátních odborných komisí, byl řadu let členem Komise pro ověřování environmentálních technologií při Evropské komisi v Bruselu.
Zaměření vědecko-výzkumné, aplikační a publikační činnosti je orientováno zejména na chemicko-inženýrské principy a bioinženýrství v ochraně životního prostředí, teoretické základy a aplikace technologií a biotechnologií pro destrukce vysoce toxických a odpadních látek v tuhých, kapalných a plynných mediích, technologické využití obnovitelných zdrojů a reálné aplikace v těchto oblastech, na chemické reaktory a bioreaktory pro vícefázové systémy s cílem získávání nových látek, fotobioreaktory pro kultivace řas pro získávání nových produktů, fotokatalýzu, fotoelektrolýzu vody a nové materiály, zejména pak v současnosti na problematiku biorafinací a cirkulační ekonomiky v biotechnologiích a na problematiku ochrany půd před klimatickými změnami.
Je nositelem řady společenských ocenění (mj. v roce 2003 Ballingova medaile udělovaná Vysokou školou chemicko-technologickou v Praze za originální přínosy v rozvoji oboru Bioinženýrství v České republice, v roce 2008 Hlávkova medaile udělovaná Hlávkovou nadací za zásadní přínosy k rozvoji vědy, v roce 2017 Heyrovského medaile Akademie věd ČR za zásluhy v chemických vědách). Je členem Inženýrské Akademie ČR a Čs. společnosti chemické.